# Вестфосен
Вѐстфосен (на норвежки: Vestfossen) е малък град в Южна Норвегия. Разположен е около река Вестфоселва в община Йовре Айкер на фюлке Бюскерю на около 70 km югозападно от столицата Осло. Вестфосен е бивш индустриален град с традиции от към 16 век, но индустриалната криза около 1970 г. слага край на тези традиции. Има жп гара. Населението му е 3220 жители (по приблизителна оценка от януари 2018 г.).